# Harborfields High School
Harborfields High School – czteroletnie liceum zlokalizowane w Greenlawn, w stanie Nowy Jork, w Stanach Zjednoczonych, założone w 1956 roku. Działa jako jedyna szkoła średnia w Harbourfields Central School District.
W 2011 roku szkoła została sklasyfikowana na 88. miejscu zestawienia Top tysiąca trzystu szkół średnich w Ameryce, według tygodnika „Newsweek”. Mieści się przy ulicy 98 Taylor Ave. Dyrektorem jest Timothy Russo, zaś wicedyrektorami Christopher Patronaggio i Robert Thornton. Mieści klasy od 9 do 12. Jedną z uczennic szkoły była piosenkarka Mariah Carey.